# Kamienica przy ulicy Kurzy Targ 5 we Wrocławiu
Kamienica przy ulicy Kurzy Targ 5 – zabytkowa kamienica na ulicy Kurzy Targ we Wrocławiu.

## Historia i architektura kamienicy
Kamienica została wzniesiona w XV wieku. Z tego okresu zachował się późnogotycki portal z gmerkiem mieszczańskim na tarczce i z umieszczoną datą "1481" na fasadzie. W kolejnym wieku budynek podniesiono o jedno piętro nadając jej czterokondygnacyjną bryłę pokrytą dachem kalenicowym. Po 1700 roku fasada kamienicy została przebudowana w stylu barokowym.

## Po II wojnie światowej
Podczas działań wojennych w 1945 roku, kamienica uległa całkowitemu zniszczeniu. Została odbudowana dopiero w latach 1998-1999, w stylu nawiązującym do budynku z XVIII wieku. Był to czterokondygnacyjny budynek wzniesiony na planie litery "C" z małym dziedzińcem; jednotraktowy z sienią przejazdową po lewej (zachodniej) stronie. Czteroosiowa fasada zakończona była facjatą i dwoma lukarnami. Z oryginalnych zachowanych elementów architektonicznych wyróżnić można jedynie portal, opaski otworów okiennych i jońską kolumnę znajdującą się na drugiej kondygnacji.